# Sekretesslagen
Sekretesslagen (1980:100) var en svensk lag som upphävdes den 30 juni 2009 och ersattes av Offentlighets- och sekretesslagen (2009:400).
Den innehöll bestämmelser om tystnadsplikt i det allmännas verksamhet och om hur myndigheter skulle handha sekretessbelagda uppgifter. Den innehåller också viktiga bestämmelser om registrering och hantering av allmänna handlingar.
Vid tillämpning av lagen skulle med myndighet jämställas riksdagen och beslutande kommunal församling. Vad som föreskrivs i tryckfrihetsförordningen om rätt att ta del av handlingar hos myndighet ska i tillämpliga delar också gälla handlingar hos aktiebolag, handelsbolag, ekonomiska föreningar och stiftelser där kommuner eller landsting utövar ett rättsligt bestämmande inflytande. Sådana bolag, föreningar och stiftelser ska vid tillämpningen av denna lag jämställas med myndighet.
Lagen avhandlade bland annat följande:
- Sekretess med hänsyn främst till rikets säkerhet eller dess förhållande till annan stat eller mellanfolklig organisation.[1]
- Sekretess med hänsyn till rikets centrala finanspolitik, penningpolitik eller valutapolitik.[1]
- Sekretess med hänsyn till myndighets verksamhet för inspektion, kontroll eller annan tillsyn.[1]
- Sekretess med hänsyn främst till intresset att förebygga eller beivra brott.[1]
- Sekretess med hänsyn till det allmännas ekonomiska intresse.[1]
- Sekretess med hänsyn till skyddet för enskilds förhållanden av såväl personlig som ekonomisk natur.[1]

Sekretess till skydd för enskild gällde inte i förhållande till den enskilde själv och kan i övrigt helt eller delvis efterges av honom.
Sekretess innebar förbud att röja uppgift vare sig det skedde muntligen eller genom att lämna ut handling. Sekretess innebar en inskränkning i rätten att ta del av allmänna handlingar enligt Tryckfrihetsförordningen (1949:105). Sekretess utgjorde inte hinder mot att uppgift lämnades ut, om det var nödvändigt för att den utlämnande myndigheten skulle kunna fullgöra sin verksamhet.
Röjde någon uppgift, som han var pliktig att hemlighålla eller utnyttjade han olovligen sådan hemlighet, skulle han dömas för brott mot tystnadsplikt till böter eller fängelse i högst ett år. 
Den som av oaktsamhet begick sådan gärning, dömdes till böter.
I ringa fall skulle inte dömas till ansvar.
Huvudregeln var att alla förhandlingar var öppna och att alla handlingar var offentliga.
Sekretess var ett undantag och inget fick sekretessbeläggas i onödan. JK har i yttrande framfört kritik mot Umeå tingsrätt för alltför omfattande sekretessbeläggning i dom.

## Fotnoter
1. 1 2 3 4 5 6 7 8 9 10 11 12 13  ”Arkiverade kopian”. Arkiverad från originalet den 15 maj 2008. https://web.archive.org/web/20080515013354/http://lagen.nu/1980:100#. Läst 21 maj 2009.
2. ↑  https://lagen.nu/1962:700#K20P3
3. ↑  http://www.jk.se/Beslut/Tillsynsarenden/606-03-22.aspx